# 南朝封君列表
南朝的封君制度承襲晉制，分縣君、鄉君二等，用以授予非宗室女性。封君的印綬為金印龜鈕紫綬，佩山玄玉、虎頭鞶。
下表列出南朝可考的封君。

## 縣君
| 封授皇帝 | 封號     | 謚   | 姓名 | 在位時間    | 封地               | 身份                   |
| 宋武帝   | 建昌縣君 |      | 孫氏 | 421年追封   | 江州豫章郡建昌縣   | 孝穆皇后之父趙裔妻     |
| 宋武帝   | 壽昌縣君 |      | 趙氏 | 421年追封   | 楊州吳郡壽昌縣     | 孝懿皇后之父蕭卓妻     |
| 齊高帝   | 永昌縣君 | 靖君 | 胡氏 | 479年追封   | 湘州零陵郡永昌縣   | 宣孝皇后之父陳肇之妻   |
| 齊高帝   | 松滋縣君 |      | 劉氏 | 479年—？    | 荊州河東郡松滋縣   | 宋尋陽公主             |
| 齊鬱林王 | 豐安縣君 |      | 桓氏 | 493年追封   | 楊州東陽郡豐安縣   | 文安皇后之父王曄之妻   |
| 梁敬帝   | 嘉興縣君 | 敬君 | 許氏 | 557年追封   | 吳州吳郡嘉興縣     | 陳霸先祖母             |
| 陳武帝   | 安吉縣君 |      | 蘇氏 | 557年—558年 | 吳州吳興郡安吉縣   | 武宣皇后之父章景明妻   |
| 陳文帝   | 綏安縣君 | 定君 | 高氏 | 559年追封   | 南徐州義興郡綏安縣 | 皇后沈妙容之父沈法深妻 |

## 鄉君
| 封授皇帝 | 封號     | 謚   | 姓名   | 在位時間    | 封地                   | 身份                     |
| 宋武帝   | 永成鄉君 |      | 司馬氏 | 420年—？    | 永成鄉                 | 晉鄱陽公主               |
| 宋武帝   | 東鄉君   |      | 司馬氏 | 420年—432年 | 東鄉                   | 晉晉陵公主               |
| 宋武帝   | 永平鄉君 |      | 叔孫氏 | 421年追封   | 郢州武陵郡遷陵縣永平鄉 | 武敬皇后之父臧雋妻       |
| 宋孝武帝 | 廣昌鄉君 |      | 徐氏   | 454年追封   | 楊州吳興郡餘杭縣廣昌鄉 | 孝武昭太后之父路興之妻   |
| 宋孝武帝 | 平樂鄉君 |      | 王氏   | 461年追封   | 江州豫章郡新淦縣平樂鄉 | 文元皇后之父袁湛妻       |
| 宋明帝   | 成樂鄉君 |      | 王氏   | 467年追封   | 成樂鄉                 | 明宣太后之母             |
| 宋後廢帝 | 成樂鄉君 |      | 王氏   | 472年追封   | 楊州丹楊郡永世縣成樂鄉 | 皇太妃陳妙登之父陳金寶妻 |
| 宋後廢帝 | 平望鄉君 |      | 王氏   | 472年—？    | 平望鄉                 | 皇后江簡珪之父江季筠妻   |
| 齊高帝   | 都鄉君   |      | 桓氏   | 481年追封   | 楊州會稽郡上虞縣都鄉   | 高昭皇后之父劉壽之妻     |
| 齊武帝   | 廣昌鄉君 | 元君 | 檀氏   | 482年追封   | 楊州吳興郡餘杭縣廣昌鄉 | 武穆皇后之父裴璣之妻     |
| 齊鬱林王 | 都鄉君   |      | 劉楚玉 | 493年追封   | 江州廬陵郡高昌縣都鄉   | 皇后何婧英之父何戢妻     |
| 齊鬱林王 | 廣昌鄉君 |      | 宋氏   | 493年追封   | 楊州吳興郡餘杭縣廣昌鄉 | 皇后何婧英之母           |
| 齊明帝   | 平陽鄉君 |      | 王氏   | 494年追封   | 平陽鄉                 | 明敬皇后之父劉景猷妻     |